# Polskie obozy przesiedleńcze w Wielkiej Brytanii w latach 1946–1969
Polskie obozy przesiedleńcze w Wielkiej Brytanii w latach 1946–1969 – grupa ponad 200 obozów przesiedleńczych na terenie Anglii i Walii, w których w latach 1946–1969 przebywali byli członkowie Polskich Sił Zbrojnych na Zachodzie, członkowie ich rodzin oraz Polacy wyzwoleni z obozów koncentracyjnych i jenieckich na terenie Niemiec, Austrii i Włoch.
Tworzenie obozów było konsekwencją uznania przez Wielką Brytanię nowych, komunistycznych władz Polski i cofnięcia uznania dla rządu londyńskiego. Obozy miały służyć jedynie demobilizacji i rozformowaniu jednostek wojskowych i planowano ich rozwiązanie najpóźniej do 1949 roku. Zakwaterowani w nich ludzie mieli do wyboru powrót do Polski, dalszą emigrację (m.in. do USA, Kanady, Australii i Nowej Zelandii), lub też podjęcie pracy i osiedlenie się w Wielkiej Brytanii.
Początkowo obozami zarządzał Polski Korpus Przysposobienia i Rozmieszczenia, następnie instytucje i organizacje brytyjskie: National Assistance Board, National Service Hostels Corporation i inne, w tym też władze lokalne.

## Lista większych obozów
- Northwick Park w hrabstwie Gloucestershire, funkcjonował w latach 1948–1969 na terenie byłego szpitala polowego. Przebywało w nim do 1000 osób.
- Springhill Lodges w hrabstwie Gloucestershire, funkcjonował w latach 1948–1959 na terenie byłego obozu dla jeńców niemieckich
- Daglingworth Camp w hrabstwie Gloucestershire, funkcjonował w latach 1947–1962 nieopodal wsi Daglingworth, na terenie byłej bazy żołnierzy US Army. Przebywało tam kilkaset rodzin.
- Fairford Camp w hrabstwie Gloucestershire, funkcjonował w latach 1947–1958 nieopodal Fairford, w okresie szczytowego zasiedlenia przebywało w obozie 1250 osób
- Babdown Camp w hrabstwie Gloucestershire, funkcjonował w latach 1948–1955 między Beverston a Tetbury w byłej bazie RAF
- Keevil w hrabstwie Gloucestershire, funkcjonował w latach 1948–1960 między Keevil a Steeple Aston, w byłej bazie RAF
- Haydon Park w hrabstwie Dorset, funkcjonował w latach 1947–1956 nieopodal Sherborn, na terenie byłego szpitala polowego
- Ilford Park, znany też jako Stover Park w hrabstwie Devon, 1948-nadal[a] nieopodal Newton Abbot, w byłym amerykańskim szpitalu wojskowym.
- Hiltingbury w hrabstwie Hampshire, funkcjonował w latach 1946–1957 nieopodal Chandler's Ford na terenie byłego obozu wojskowego. Przebywało tu ponad 800 osób.
- Tweedsmuir w hrabstwie Surrey, funkcjonował w latach 1947–1960 nieopodal Thursley, na terenie b. obozu wojsk kanadyjskich.
- Kelvedon w hrabstwie Essex, funkcjonował w latach 1947–1959 nieopodal Braintree na terenie b. lotniska.
- Hodgemoor w hrabstwie Buckinghamshire, funkcjonował w latach 1947–1962 między Amersham a Beaconsfield.
- Checkendon w hrabstwie Oxfordshire, funkcjonował w latach 1947–1961 w pobliżu Chilterns na terenie b. bazy RAF.
- Podington w hrabstwie Bedfordshire, funkcjonował w latach 1948–1956 na terenie lotniska wojskowego
- Husbands Bosworth w hrabstwie Leicestershire, funkcjonował w latach 1948–1956 na terenie b. bazy RAF w pobliżu wsi Husbands Bosworth. Przebywało w nim ok. 500 osób
- Ashby Folville w hrabstwie Leicestershire, funkcjonował w latach 1948–1965 w pobliżu wsi Ashby Folville
- Melton Mowbray w hrabstwie Leicestershire, funkcjonował w latach 1946–1960 nieopodal miasteczka Melton Mowbray na terenie bazy lotniczej. W obozie przebywało do 1000 osób, średnio ok. 700.
- Market Harborough, znany też jako Lubenham w hrabstwie Leicestershire, funkcjonował w latach 1948–1958 na terenie bazy lotniczej
- Burton on the Wolds w hrabstwie Leicestershire, funkcjonował w latach 1948–1959 na terenie bazy lotniczej Wymeswold w civil parish Burton on the Wolds, przebywało tu ok. 100 rodzin
- East Moor w hrabstwie Yorkshire, funkcjonował w latach 1948–1959 na terenie bazy lotniczej, 2 mile od wsi Sutton-on-the-Forest, przebywało tu ok. 700 osób
- Morpeth Common w hrabstwie Northumberland, funkcjonował w latach 1946–1962 na terenie b. bazy wojskowej County Regiment of Argyll and Sutherland Highlanders, znanej jako „CRASH” (gra słów, skrót pierwszych liter tworzy słowo „CRASH”, czyli „rozbić”).
- Doddington w hrabstwie Cheshire, funkcjonował w latach 1946–1960
- Delamere w hrabstwie Cheshire, funkcjonował w latach 1946–196?, na terenie amerykańskiej bazy wojskowej. Przebywali w nim m.in. żołnierze 22 Kompanii Zaopatrywania Artylerii – frontowi towarzysze niedźwiedzia Wojtka, który jednakże nie trafił do obozu, lecz do ZOO w Edynburgu.
- Tilstock (Prees Higher Heath) w hrabstwie Shropshire, funkcjonował w latach 1946–195? (po 1955, przed 1960) nieopodal Whitchurch
- Blackshaw Moor w hrabstwie Staffordshire, funkcjonował w latach 1946–1964 na terenie byłej bazy wojskowej.
- Wheaton Aston w hrabstwie Staffordshire, funkcjonował w latach 1947–1965 na terenie lotniska, między miejscowościami Marston a Little Onn
- Seighford w hrabstwie Staffordshire, funkcjonował w latach 1950/1951-1965
- Foxley w hrabstwie Herefordshire, funkcjonował w latach 1946–1958 w pobliżu wsi Mansel Lacy na terenie b. amerykańsko-kanadyjskiego obozu wojskowego
- Penrhos w hrabstwie Gwynedd w północnej Walii, funkcjonował do 21 października 1947, na terenie obozu utworzono Polskie Osiedle Mieszkaniowe[1].